# Barbados i olympiska sommarspelen 1976
Barbados deltog i de olympiska sommarspelen 1976 med en trupp bestående av 11 deltagare, nio män och två kvinnor, men ingen av landets deltagare erövrade någon medalj.

## Cykling
Herrarnas sprint
- Stanley Smith — 18:e plats

Herrarnas tempolopp
- Hector Edwards — 1:10,084 (→ 18:e plats)

## Friidrott
Herrarnas 100 meter
- Orlando Greene
  - Heat — 1:51,43 (→ gick inte vidare)

Herrarnas 4 x 100 meter stafett
- Rawle Clarke, Hamil Grimes, Pearson Jordan och Pearson Trotman
  - Heat — 41,15s (→ gick inte vidare)

Herrarnas 4 x 400 meter stafett
- Victor Gooding, Harcourt Wason, Hamil Grimes och Orlando Greene
  - Heat — 3:08,13 (→ gick inte vidare)
- Lorna Forde
- Freida Nicholls-Davy